# Rowan Frost
Pour les articles homonymes, voir Frost.
Rowan Frost, né le 9 juin 1975, est un joueur de rugby à XV néo-zélandais qui évolue au poste de deuxième ligne au sein de l'effectif de l'US Montauban (2,02 m pour 125 kg).

## Biographie
Le deuxième ligne Rowan Frost est souvent considéré par les personnes averties de la balle ovale, comme étant l’une des meilleures recrues de la saison 2006-2007 de Montauban. Il est vrai que l’ancien joueur de l’Ulster passé par Connacht et Bay of Plenty en Nouvelle-Zélande possède toutes les qualités nécessaires à un deuxième ligne : le courage du combattant et une belle efficacité en touche. Cela se voit d’autant plus que Rowan Frost a parfaitement réussi son intégration sous le maillot « vert et noir » cher à son cœur : « Ici, tout le monde m’a bien reçu. Même la barrière du langage n’a pas été vraiment un problème pour moi, puisque tout le monde m’aide en me traduisant, ce que je ne comprends pas. Il y a vraiment, une très bonne ambiance dans cette équipe ». Le néo-montalbanais note quelques différences notables entre le rugby irlandais qu’il connaît sur le bout des doigts, et celui qu’il découvre en France : « La grande différence consiste dans le fait que les joueurs Français ont une soif de toucher le ballon et de le jouer. C’est très bien pour les spectateurs ». En Irlande, on est plus dans le fighting-spirit légendaire des joueurs au trèfle : « Je dois dire qu’en arrivant à Montauban, je n’ai pas été dépaysé. Cette culture irlandaise existe dans notre équipe. Je comparerais volontiers Montauban au Connacht. Une formation sans grandes vedettes, mais capable de se sublimer pour faire tomber les vedettes. Lorsqu’on rentre sur la pelouse, on a tous, la même envie. Les 36 joueurs du groupe Sapiacains sont animés par la même volonté d’aller au combat ».
Quant à ses progrès en français : « Je progresse lentement. Je passe mes week-ends, à l’apprentissage de la langue. Puis, mes coéquipiers me parlent dans votre langue. J’apprends au moins un mot supplémentaire, tous les jours. Je pense que l’an prochain, je vous parlerai en Français ».

## Carrière
- NPC Bay of Plenty, Nouvelle-Zélande
- 2003 : Connacht  Irlande
- 2003-2006 : Ulster  Irlande
- 2006-2010 : US Montauban  France
- 2011-2012 : Blagnac SCR  France

## Palmarès
- Vainqueur de la Celtic League : 2006